# Hiroaki Hiraoka (judoka)
Hiroaki Hiraoka (平岡 拓晃?, Hiraoka Hiroaki; Hiroshima, 6 febbraio 1985) è un judoka giapponese, vincitore di una medaglia d'argento nella categoria fino a 60 kg sia alle Olimpiadi del 2012.

## Palmarès
- Giochi olimpici estivi

2012 - Londra: argento nei 60 kg.
- Campionato mondiale di judo

2009 - Rotterdam: argento nei 60 kg.
2010 - Tokyo: bronzo nei 60 kg.
2011 - Parigi: argento nei 60 kg.
- Giochi asiatici

2010 - Canton: argento nei 60 kg.
- Campionati asiatici di judo

2008 - Jeju: oro nei 60 kg.